# Rio Maranhão (Peru)
O rio Maranhão (em castelhano: Marañón) nasce no Peru a cerca de 5800 m de altitude, no glaciar do Nevado de Yapura, nos Andes (leste do país). Depois de percorrer cerca de 1600 km, junta-se ao rio Ucaiáli (Rio Amazonas), que por sua vez flui com o nome de rio Amazonas até à fronteira Brasil-Peru onde recebe o nome de rio Solimões.
Entre os seus afluentes mais importantes estão os rios Crisnejas, Chamayo, Cenepa, Santiago, Moroña, Pastaza, Hualhaga e Tigre, todos no Peru. Por sua quantidade de cascatas e rápidos, é um rio navegável somente em seu curso baixo.